# Mount Kempe
Mount Kempe är ett berg i Antarktis. Det ligger i Östantarktis. Nya Zeeland gör anspråk på området. Toppen på Mount Kempe är 2 987 meter över havet, eller 496 meter över den omgivande terrängen. Bredden vid basen är 3,4 km.
Terrängen runt Mount Kempe är bergig åt nordost, men åt sydväst är den kuperad. Trakten är obefolkad. Det finns inga samhällen i närheten.